# Batalla de Alcatraz
La Batalla de Alcatraz fue un fallido intento de fuga en la Penitenciaría Federal de la isla de Alcatraz, que duró entre el 2 y el 4 de mayo de 1946. Dos guardias y tres reclusos murieron en la batalla, con otros 11 guardias y un preso herido. Dos de los participantes que sobrevivieron fueron posteriormente ejecutados por sus concursos en el fracasado intento de fuga. 

## Perpetradores
El intento de fuga fue planeado por Bernard Coy. Otros tres convictos estaban involucrados en el plan principal: Marvin Hubbard, Joseph Cretzer y Clarence Carnes. Sam Shockley y Miran Thompson se unieron una vez comenzado el intento de fuga. Coy era un criminal de la era de la Depresión que, en 1937, fue condenado a 25 años por el robo a un banco. 